# Astrocasia neurocarpa
Astrocasia neurocarpa är en emblikaväxtart som först beskrevs av Johannes Müller Argoviensis, och fick sitt nu gällande namn av Ivan Murray Johnston och Paul Carpenter Standley. Astrocasia neurocarpa ingår i släktet Astrocasia och familjen emblikaväxter. Inga underarter finns listade i Catalogue of Life.